# Basia Bulat
Pour les articles homonymes, voir Bulat.
Basia Bulat (née en 1984 à Toronto en Ontario) est une chanteuse de folk, auteur-compositeur-interprète canadienne d'origine polonaise. Elle a été nommée à cinq reprises au prix de musique Polaris pour ses albums Oh, My Darling, Tall Tall Shadow, Good Advice,  The Garden, et Basia's Palace.